# Obiou
De Obiou, voluit Grande Tête de l'Obiou in het Frans) is een 2.789 meter hoge berg in de Franse Voor-Alpen. De berg vormt het hoogste punt van het Dévoluymassief en is de zevende meest prominente berg van Metropolitaan Frankrijk.
De Obiou bevindt zich aan het noordelijke einde van de westelijke keten van het Dévoluymassief. De op één na hoogste top van het massief, de Grand Ferrand (2758 m) ligt ook in de westelijke keten maar meer naar het zuiden.
De berg is een ultra-prominente berg. De Col Bayard is het hoogste verbindingspunt tussen de Dévoluy en de Alpen (Écrinsmassief). Naar het noordwesten toe domineert de Obiou de valleien van de Trièves (gemiddelde hoogte 1000 meter) en naar het noordoosten toe de diepe kloven uitgesneden door de Drac. Aan de overzijde van deze dalen bevinden zich de Vercors in het westen, het Taillefer-massief in het noorden en het Écrins-massief in het oosten.

## Geologie
Net zoals de rest van de Dévoluy bestaat de top van de Obiou uit twee boven elkaar liggende geologische lagen. Het gaat hierbij om sedimentair gesteente uit enerzijds het Boven-Jura onderaan en anderzijds het Boven-Krijt bovenaan de top.
Net zoals de Mont Aiguille in de naburige Vercors, is de Obiou een getuigenheuvel: een structuur die de erosie weerstond en die een getuige vormt van het plateau dat de berg eens omringde. Deze erosie bestond voornamelijk uit karstwerking (de oplossing en verzakking van het kalkige gesteente) en gletsjerwerking. De gletsjers zijn vandaag verdwenen.

## Rampen
Op de Obiou vonden kort na elkaar twee vliegrampen plaats.
- In 1946 is een vliegtuig van de US Air Force neergestort op de flank waarbij 4 slachtoffers vallen.
- Op 13 november 1950 is een Canadese DC-4 neergestort, met 58 doden tot gevolg. Het vliegtuig, de « Pèlerin Canadien » (Canadese pelgrim), was een vliegtuig van Curtiss-Reid Aircraft Ltd, en bracht pelgrims van Rome via Parijs terug naar Montréal. De piloot zou een stuurfout begaan hebben als gevolg een afdrijving naar het oosten door sterker dan verwachte westenwind. In de gemeente Salette-Fallavaux werd een monument opgericht voor de slachtoffers.

## Beklimming
De gewoonlijke beklimming (voie normale) beklimt het laatste deel naar de top op de zuidflank. De route vertrekt bij de parking van de cabane des Baumes en gaat verder via de col des Faïsses en de col de l'Obiou. Daarnaast is er ook nog een kortere route via de zogeheten 'kattenluikjes' die vanaf de Col de l'Obiou direct richting de top stijgt via een reeks nauwe passages.

## Galerij

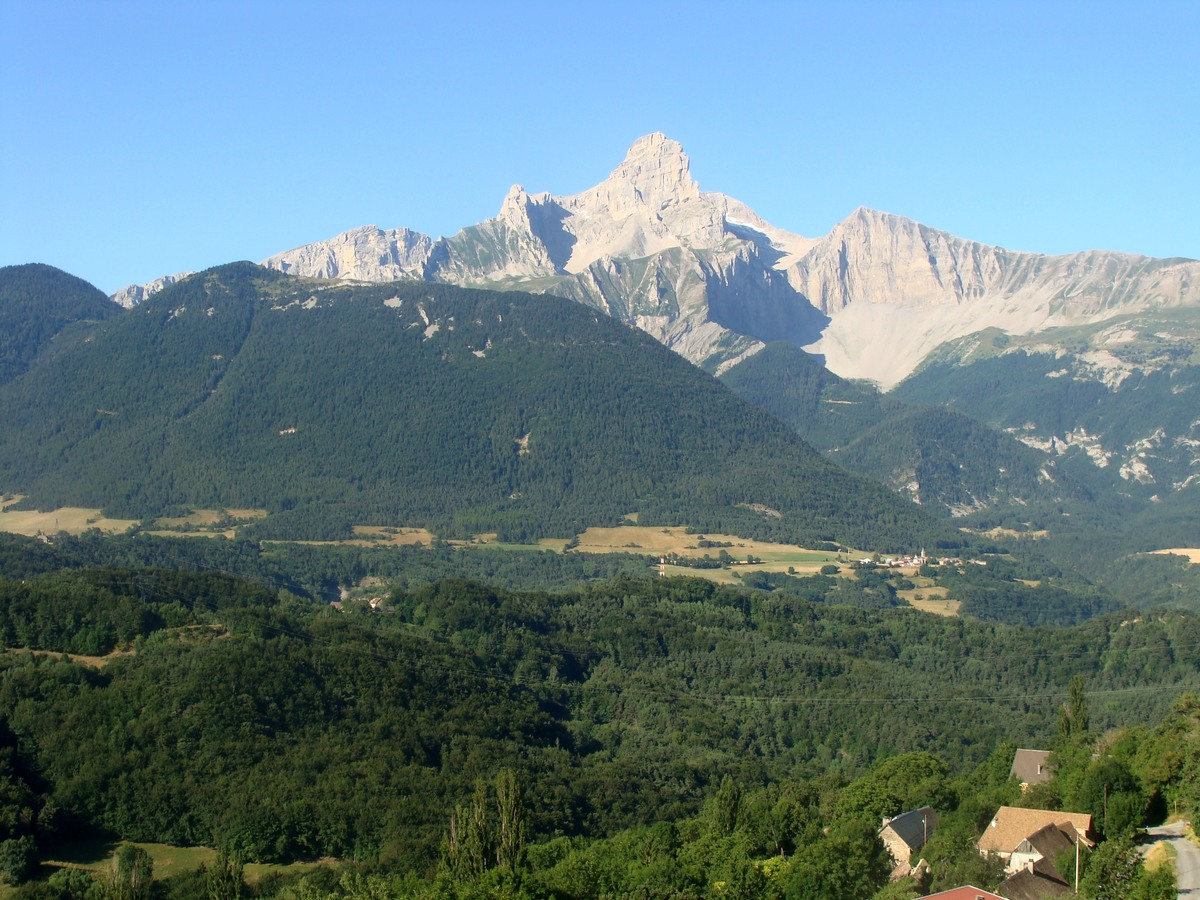
De Obiou gezien vanaf de Route Napoléon (RN 85) in de buurt van Corps
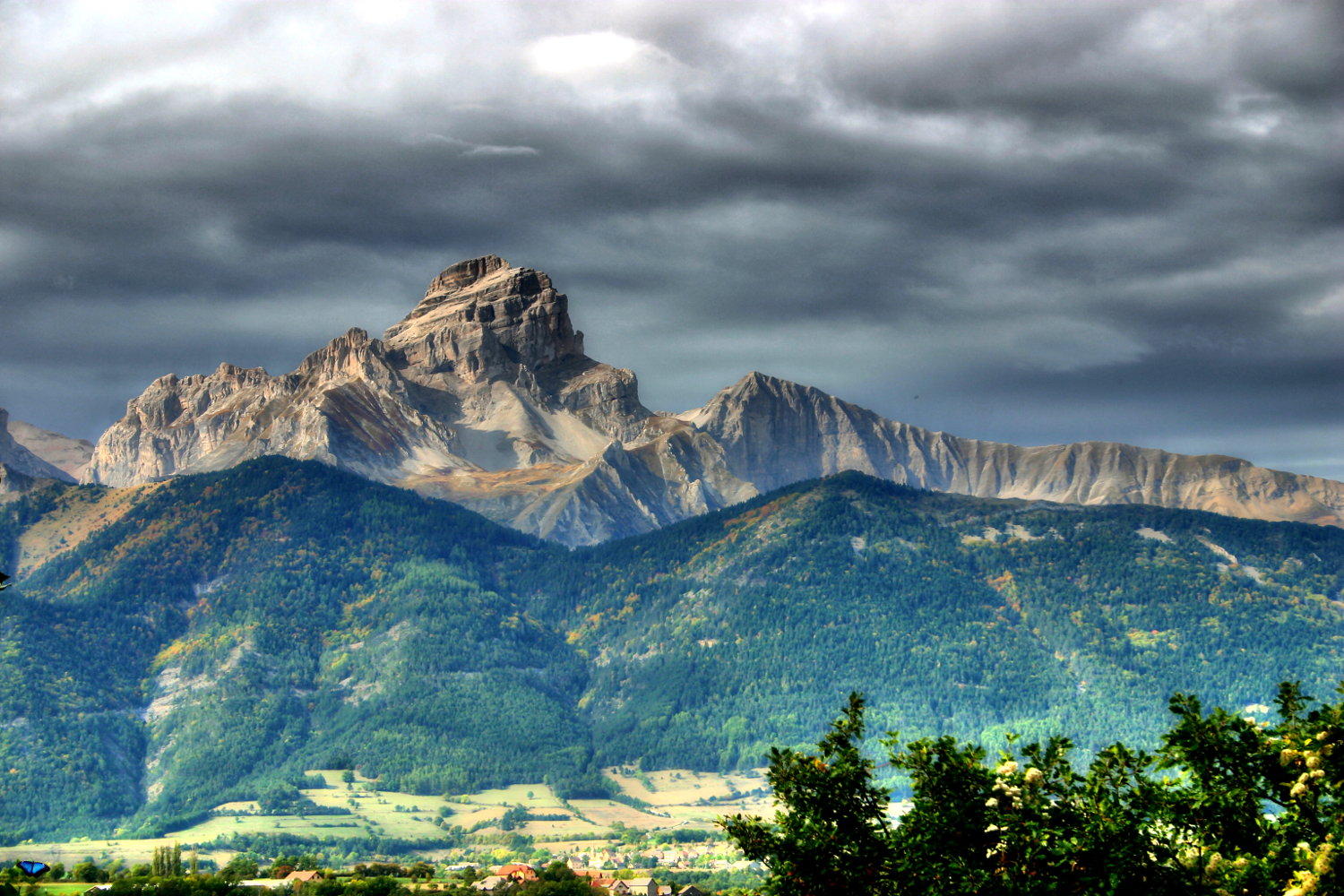
Grande Tête de l'Obiou gezien vanaf de Route Napoléon